# Ludwig von der Tann-Rathsamhausen

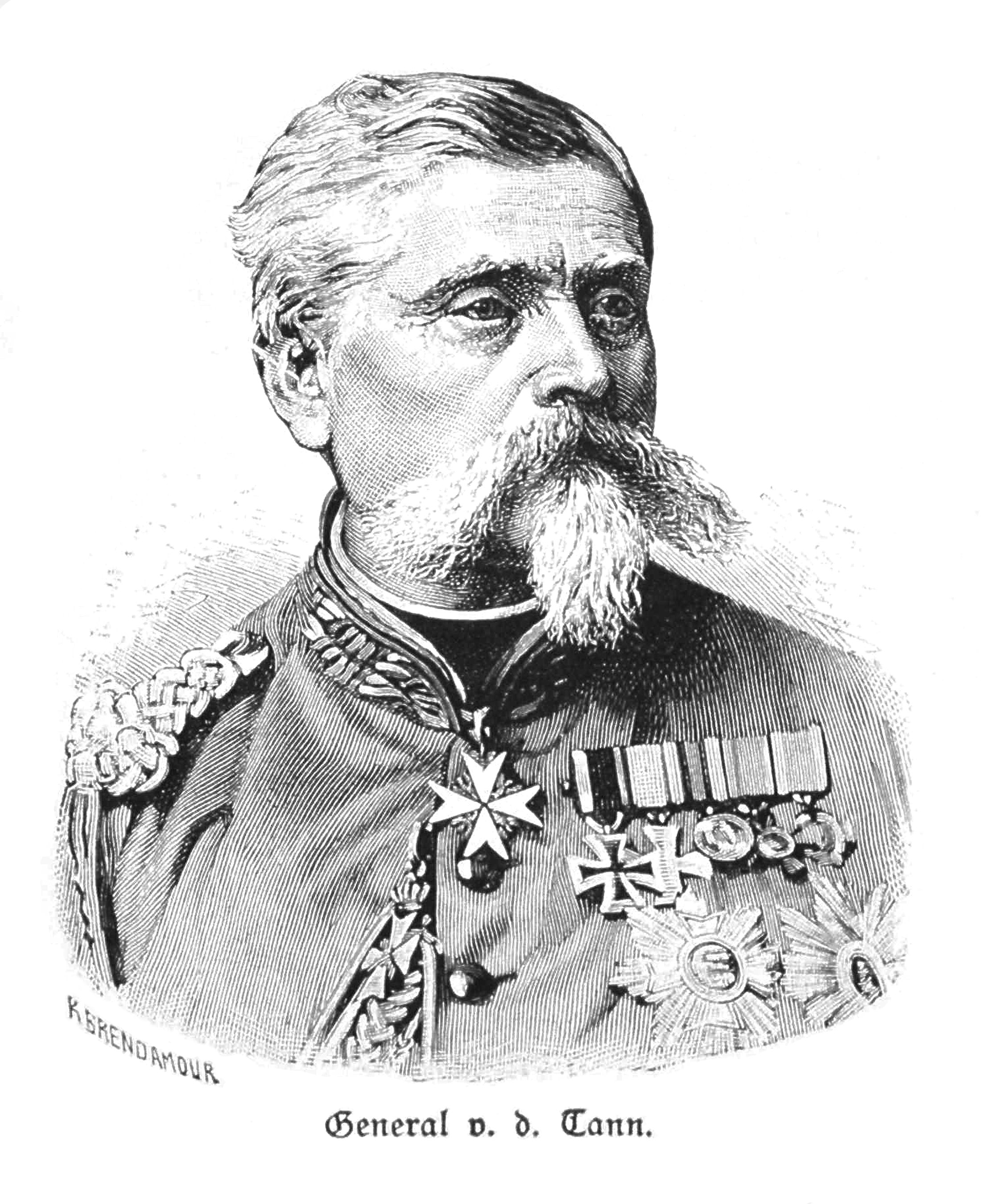
Ludwig von der Tann

Ludwig Samson Heinrich Arthur Freiherr von und zu der Tann-Rathsamhausen (* 18. Juni 1815 in Darmstadt; † 26. April 1881 in Meran) war ein bayerischer General der Infanterie. Er hatte wesentlichen Anteil an den bayerischen Siegen im Deutsch-Französischen Krieg.

## Leben
Ludwig war der Sohn des bayerischen Kämmerers Heinrich von der Tann und dessen Ehefrau Sophie, geborene von Rathsamhausen, der letzten ihrer elsässischen Familie. König Ludwig I. von Bayern war sein Taufpate. Die bayerische Namens- und Wappenvereinigung mit den Freiherren von Rathsamhausen zu „von und zu der Tann-Rathsamhausen“ erfolgte für ihn und seine Brüder, die bayerischen Generalmajore Hugo und Rudolph, am 21. Mai 1868 in Berg. Dasselbe gilt für deren Cousins, die Brüder Otto und Arthur. Die Familie nennt sich heute schlicht „von der Tann“.
Mit vierzehn Jahren trat von der Tann in die Königlich Bayerische Pagerie ein. Am 1. August 1833 begann er als Junker in der Bayerischen Armee im 1. Artillerieregiment seine Karriere und wurde dort bereits am 26. Oktober 1833 zum Unterleutnant befördert. Am 20. Januar 1840, inzwischen zum Oberleutnant befördert, wurde er in den Generalquartierstab versetzt. Am 11. Oktober 1844 erfolgte die Ernennung zum Hauptmann 1. Klasse und Adjutant des Kronprinzen Maximilian, mit dem ihn eine innige Freundschaft bis zum Tod des späteren Königs 1864 verband. Im Jahr 1844 hatte er ein Duell mit einem Studenten wegen einer Frau. Obwohl Duelle bereits damals verboten waren, schadete ihm dies in seiner weiteren Karriere nicht.

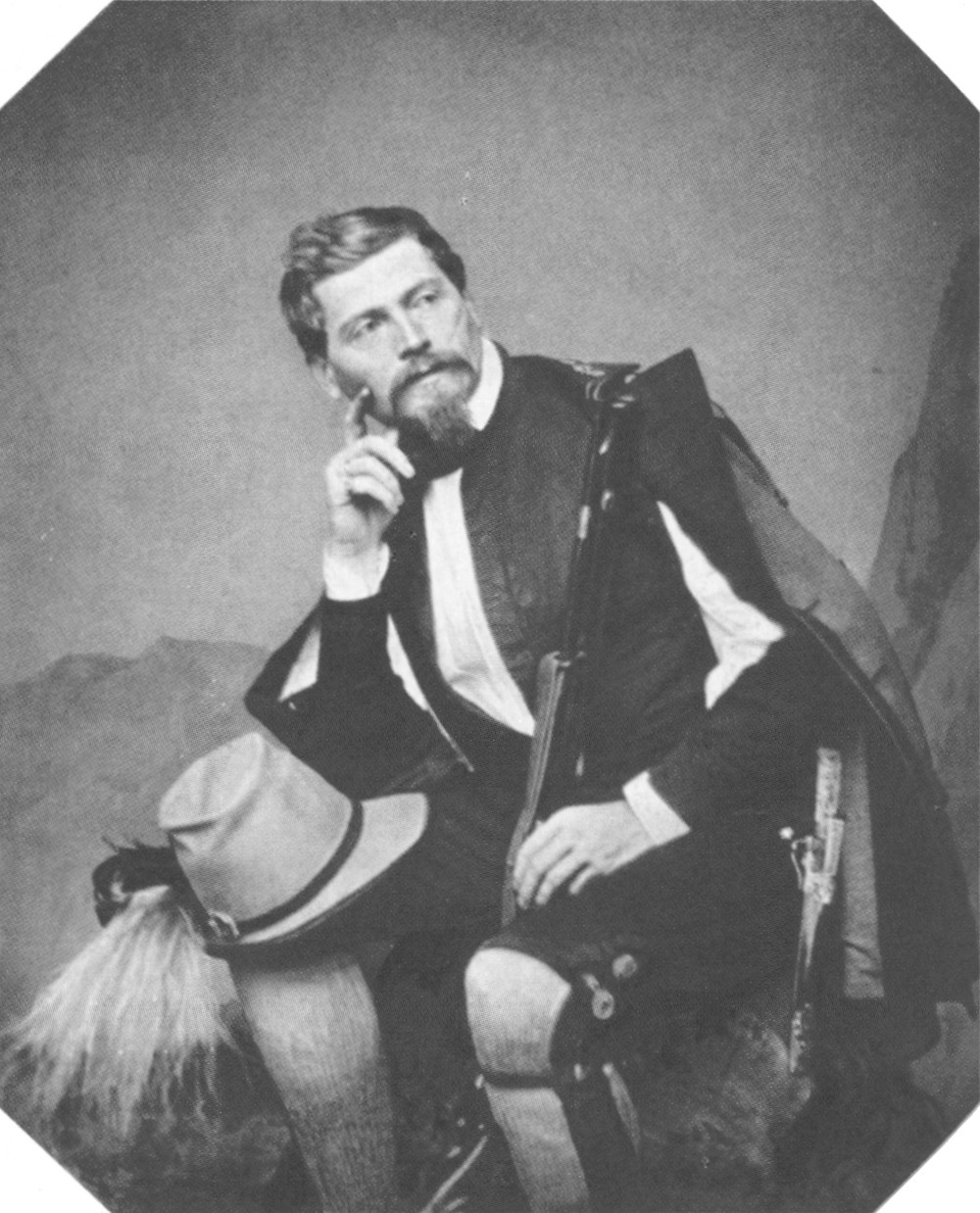
Fotografie des Generals

Er war zwischen 1833 und 1844 mehrfach auf militärischen Reisen zu österreichischen Manövern nach Italien, zu den preußischen an den Rhein und nach Ostpreußen sowie zum französischen Feldzug in Algerien 1843. 1848 ging er als Major bei Ausbruch des Krieges gegen Dänemark nach Schleswig-Holstein. Dort konnte er als Kommandeur eines Freischar-Korps, bestehend aus Freiwilligen aus Hamburg, Magdeburg und Kiel, diese Einheit in kurzer Zeit zu einem einsatzfähigen Verband machen. Er tat sich bei Altenhof am 21. April 1848 und Hoptrup hervor. Dafür erhielt er am 8. Mai 1854 das Ritterkreuz des Militär-Max-Joseph-Ordens. 1849 wurde er Chef des Stabes der unter dem Befehl des Prinzen Eduard von Sachsen-Altenburg stehenden Division und im Juli 1850 trat er als Oberst und Chef des Stabes des Generals Karl Wilhelm von Willisen in die schleswig-holsteinische Armee ein, mit der er bei Idstedt, Missunde und bei der vergeblichen Belagerung und versuchten Erstürmung von Friedrichstadt kämpfte.
Nach seiner Rückkehr nach Bayern wurde er Adjutant des bayrischen Königs Maximilian II., am 31. März 1855 Generalmajor, am 1. Januar 1860 Generaladjutant des Königs und am 25. Februar 1861 Generalleutnant und Generalkommandant in Augsburg, dann in München. 1864 war er als Generaladjutant Beobachter beim Sturm auf die Düppeler Schanzen. Am 21. Mai 1866 wurde er zum Generalstabschef des Prinzen Karl von Bayern, des Oberbefehlshabers der süddeutschen Kontingente, ernannt. Bei Ausbruch des Deutschen Krieges schloss er mit dem österreichischen Oberfeldherrn eine Konvention über die gemeinsamen Kriegsoperationen. Er stand dem Krieg aus verschiedenen Gründen ablehnend gegenüber, zum einen weil er die Stärken und Schwächen der einzelnen Armeen genau kannte, zum anderen weil er diesen „Bruderkrieg“ grundsätzlich ablehnte. Der glücklose Verlauf der bayerischen Kriegsbeteiligung im Juli 1866 wurde von der ultramontanen Presse besonders von der Tann angelastet. Er wehrte sich gegen diese Angriffe schließlich durch eine Klage gegen den „Volksboten“.

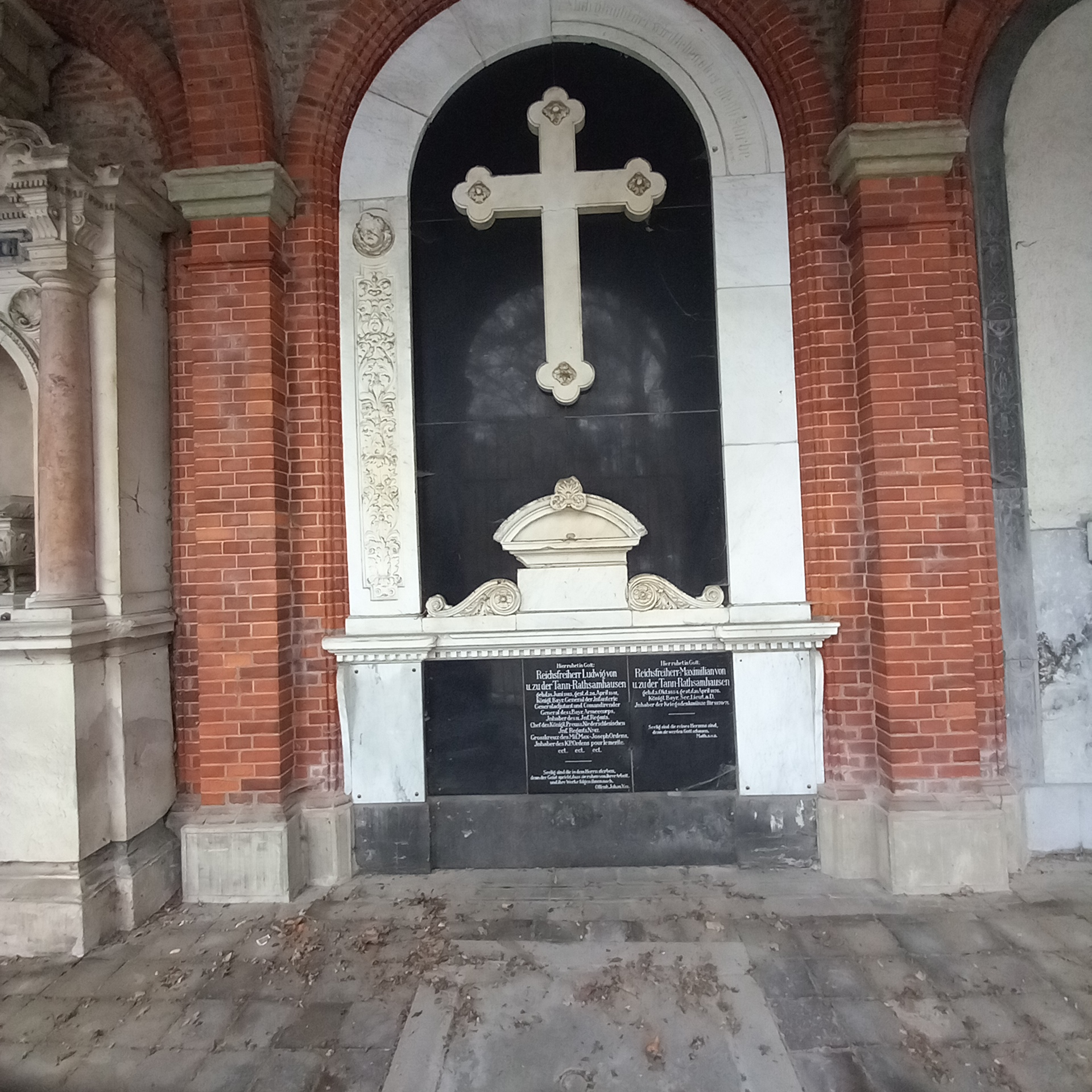
Grabmal auf dem Alten Nordfriedhof in München

Am 28. April 1867 wurde von der Tann zum Inhaber des 11. Infanterie-Regiments ernannt. Er verblieb in seiner Stellung als Generaladjutant des Königs und Divisionskommandeur. Am 8. Januar 1869 folgte seine Beförderung zum General der Infanterie und die Ernennung zum Kommandierenden General des I. Armeekorps. An dessen Spitze kämpfte er 1870 während des Krieges gegen Frankreich in der Schlacht bei Wörth, dem Gefecht bei Beaumont und der Schlacht von Sedan, in der er den Angriff auf den Ort Bazeilles leitete. Für seine umsichtige und energische Kommandoführung erhielt er das Kommandeurkreuz des Militär-Max-Joseph-Ordens. Nach der Schlacht blieb sein Korps vorläufig bei Sedan, um den Abtransport der Gefangenen und der umfangreichen Kriegsbeute sicherzustellen.
Anfang Oktober 1870 erhielt er den Oberbefehl über eine Armeeabteilung, die aus seinem Korps, der preußischen 22. Infanterie- sowie der 1. und 4. Kavalleriedivision gebildet worden war, wobei die 1. Kavalleriedivision eigenständig und räumlich abgesetzt operierte und nicht mit in seine Kämpfe selbst eingreifen konnte. Diese Armeeabteilung siegte am 10. Oktober 1870 im Gefecht bei Artenay bei Orléans und besetzte die Stadt, wofür von der Tann am 22. Dezember 1870 mit dem Großkreuz des Militär-Max-Joseph-Ordens ausgezeichnet wurde. Am 9. November musste er sich vor der französischen Übermacht nach der Schlacht bei Coulmiers im Arrondissement Orléans nach Norden zurückziehen. Von der Tann kämpfte vom 2. bis zum 10. Dezember unter dem Großherzog Friedrich Franz II. von Mecklenburg-Schwerin in mehreren blutigen Gefechten bei Orléans. Bei der Schlacht bei Loigny und Poupry konnte er seine Stellung halten, wurde aber am Bein verwundet. Nachdem sein Korps sich zwei Monate lang fast ohne Unterbrechung im Einsatz befunden hatte, kehrte er Ende Dezember 1870 zur Zernierungsarmee vor Paris zurück. Alleine im Dezember lagen die Verluste der von ihm kommandierten Truppen bei 5.600 Mann.
Nach dem Sieg gegen Frankreich wurde er in seiner Heimat als Kriegsheld gefeiert und sowohl in Bayern als auch in Preußen hoch dekoriert. Er war Ritter des Johanniterordens und wurde am 22. August 1876 Großkanzler des Militär-Max-Joseph-Ordens. Ab Herbst 1880 von Atembeschwerden und Rheuma geplagt, sollte er sich in milderem Klima aufhalten. Er begab sich deshalb am 20. April 1881 nach Südtirol und verstarb bereits am 26. April 1881 in Meran. Tann wurde in einem Arkadengrab des Alten Nordfriedhofs in München beigesetzt.

## Familie
Ludwig von der Tann heiratete am 4. Mai 1852 auf Gut Groß Gievitz Anna von Voß (1829–1905). Das Paar hatte mehrere Kinder:
- Luise (1856–1907) ⚭ Hermann von Stülpnagel (1839–1912), preußischer Generalleutnant
- Anna Marie-Elisabeth Auguste Johanne (1858–1944)

⚭ 1879 (geschieden 1887) Friedrich von Kamptz (1843–1912), preußischer Generalleutnant
⚭ 1889 Karl Graf Beissel von Gymnich (1859–1912), Oberstleutnant
- Anna (1862–1937) ⚭ 1886 Askan von Hardenberg (1861–1916), Geheimer Staatsrat in Sachsen-Altenburg
- Herta (1869–1947) ⚭ 1892 Eugen Freiherr Seefried von Buttenheim (1860–1943), Kaiserlich Deutscher Gesandter

Sein Enkel General der Infanterie Carl-Heinrich von Stülpnagel gehört zu den ermordeten Widerstandskämpfern vom 20. Juli 1944.

## Ehrungen

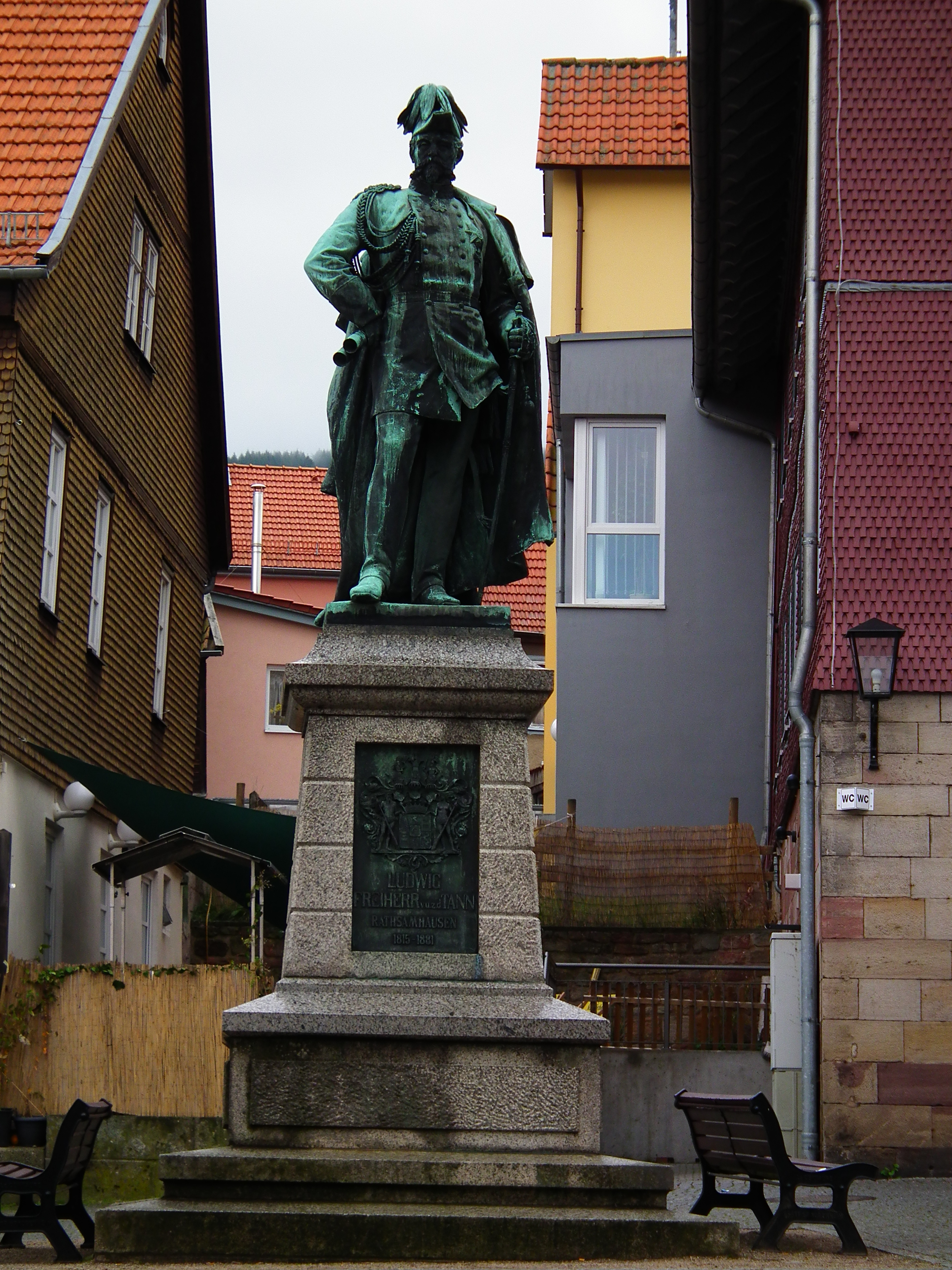
Von-der-Tann-Denkmal auf dem Marktplatz in Tann (Rhön)

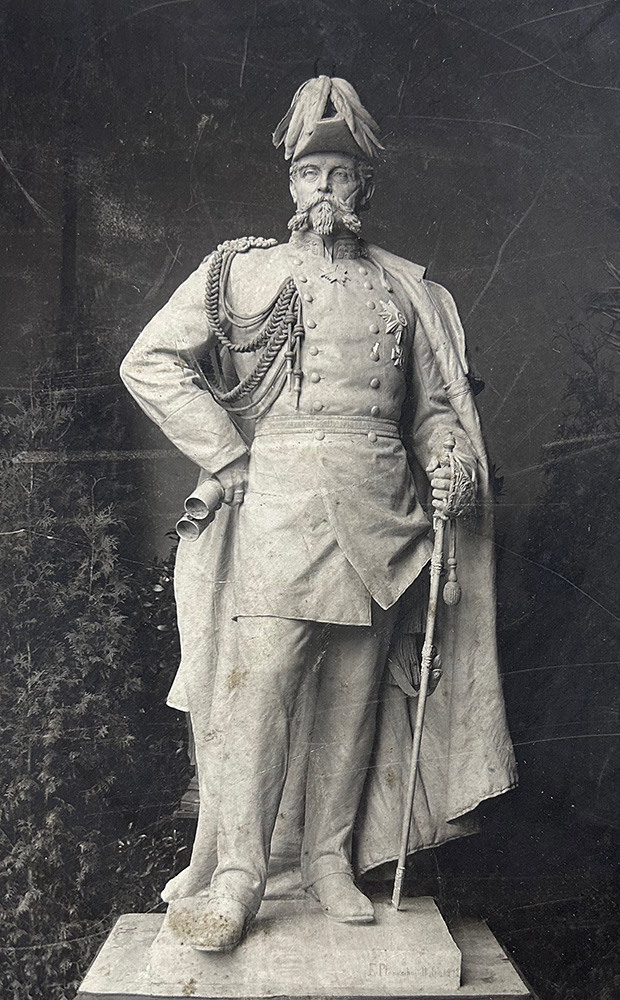
Von-der-Tann-Denkmal als Modell im Studio des Bildhauers Friedrich Pfannschmidt

### Auszeichnungen
- Roter Adlerorden III. Klasse mit Schwertern, verliehen gemäß Handschreiben des preußischen Königs vom 19. September 1848
- Ritterkreuz des Verdienstordens der Bayerischen Krone, verliehen am 17. April 1853
- Komturkreuz des Verdienstordens vom Heiligen Michael, verliehen gemäß Allerhöchstem Handschreibens vom 25. August 1858
- Komtur des Verdienstordens der Bayerischen Krone, verliehen am 1. Januar 1862
- Düppeler Sturmkreuz verliehen am 18. April 1864
- Eisernes Kreuz II. Klasse, verliehen gemäß Armeebefehl vom 30. August 1870
- Eisernes Kreuz I. Klasse, verliehen im Oktober 1870
- Pour le Mérite, verliehen am 22. Dezember 1870
- Großkreuz des Albrechts-Ordens mit Kriegsdekoration, verliehen nach 1870/71
- Mecklenburgisches Militärverdienstkreuz II. und I. Klasse, verliehen nach 1870/71
- Lippische Militär-Verdienstmedaille mit zwei gekreuzten Säbel am Bande, verliehen nach 1870/71
- Kronenorden I. Klasse mit Emailleband des Roten Adlerordens und mit Schwertern, verliehen am 16. Juni 1871
- Ehrenkreuz des Ludwigsordens, verliehen gemäß Allerhöchstem Handschreibens vom 24. Juli 1878
- Großkreuz des belgischen Leopoldsordens
- Großkomtur des griechischen Erlöser-Ordens
- Großkreuz des hannoveranischen Guelphen-Ordens
- Kommandeur II. Klasse des kurhessischen Wilhelmsordens
- Großkreuz des Hessischen Ludwigsorden
- Komtur I. Klasse des Hessischen Philippsordens mit Schwertern
- Inhaber des Ehrenkreuzes I. Klasse des fürstlich lippe’schen Gesamt-Haus-Ordens
- Großkreuz des großherzoglich mecklenburgischen Hausordens der Wendischen Krone
- Kommandeurkreuz des Ordens des Adlers von Este
- Großkreuz des luxemburgischen Ordens der Eichenkrone
- Orden der Eisernen Krone I. Klasse
- Großkreuz des Roten-Adler-Ordens mit Schwertern am Ringe
- Weißer Adler-Orden
- Russischer Orden der Heiligen Anna I. Klasse
- Russischer Sankt-Stanislaus-Orden I. Klasse
- Kommandeurkreuz des schwedischen Schwert-Ordens
- Großkreuz des norwegischen Sankt-Olav-Ordens
- Mecidiye-Orden II. Klasse
- Waldeckisches Militär-Verdienstkreuz I. Klasse
- Großkreuz des Ordens der Württembergischen Krone
- Gestellung à la suite des 1. Feld-Artillerie-Regiments „Prinz Leopold“ am 24. Juli 1878
- Ernennung zum Chef des preußischen 2. Niederschlesischen Infanterie-Regiments Nr. 47 am 8. August 1878

### Weitere
- Von-der-Tann-Straßen in zahlreichen Städten
- Von-der-Tann-Schule in Regensburg
- Ehrenbürger von zahlreichen Städten
- Kanonenboot Von der Tann des Deutschen Bundes (1849)
- 11. Infanterie-Regiment „Von der Tann“ der Bayerischen Armee (1867)
- Von-der-Tann-Fort der Festung Straßburg (1873)
- Von-der-Tann-Marsch von Andreas Hager (1880)
- Von-der-Tann-Medaillon am Münchner Friedensdenkmal (1899)
- Von-der-Tann-Denkmal in Tann (Rhön) (1900)
- Schlachtkreuzer Von der Tann des Deutschen Reiches (1911)

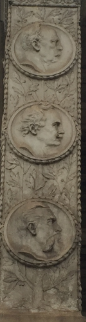
Medaillon am Münchner Friedensdenkmal